# Адольф Пайхль
Адольф Пайхль (нім. Adolf Peichl; 8 грудня 1917, Відень — 4 червня 1969, Відень) — СС-унтерштурмфюрер резерву, кавалер Лицарського хреста Залізного хреста.

## Нагороди
- Медаль «У пам'ять 1 жовтня 1938» із застібкою «Празький град»
- Залізний хрест
- - 2-го класу (23 серпня 1941)
  - 1-го класу (28 жовтня 1941)
- Нагрудний знак «За поранення» 
  - в чорному (23 серпня 1941)
  - в сріблі (березень 1943)
- Штурмовий піхотний знак в бронзі (25 грудня 1941)
- Медаль «За зимову кампанію на Сході 1941/42» (30 серпня 1942)
- 3 нарукавних знаки «За знищений танк» (2 знаки 1-го ступеня і 1 знак 2-го ступеня) — всього знищив 11 ворожих танків.
  - 6 вересня 1943 — отримав 2 знаки.
  - 20 вересня 1943
  - 5 листопада 1943 — отримав 2 знаки (знак 1-го і 2-го ступеня) за 3 знищених танки.
- Німецький хрест в золоті (16 вересня 1943) — як обершарфюрер СС і командир взводу 12-ї роти 3-го батальйону 4-го панцергренадерського полку СС «Дер Фюрер» панцергренадерської дивізії СС «Дас Райх».
- Нагрудний знак ближнього бою
  - В бронзі і в сріблі (22 жовтня 1943)
  - В золоті (24 жовтня 1943) — як гауптшарфюрер СС і командир взводу 12-ї роти 3-го батальйону 4-го панцергренадерського полку СС «Дер Фюрер» панцергренадерської дивізії СС «Дас Райх».
- Лицарський хрест Залізного хреста (16 жовтня 1944) — як гауптшарфюрер СС і командир взводу 12-ї роти 3-го батальйону 4-го панцергренадерського полку СС «Дер Фюрер» панцергренадерської дивізії СС «Дас Райх».